# جون شارب وليامز
جون شارب وليامز (بالإنجليزية: Bob Marley)‏ هو سياسي أمريكي، ولد في 30 يوليو 1854 في ممفيس في الولايات المتحدة، وتوفي في 27 سبتمبر 1932 في يازو سيتي في الولايات المتحدة. حزبياً، نشط في الحزب الديمقراطي. وقد انتخب عضو مجلس النواب الأمريكي (4 مارس 1903 – 3 مارس 1909) وانتخب عضو مجلس الشيوخ الأمريكي (4 مارس 1911 – 4 مارس 1923).

## روابط خارجية
- جون شارب وليامز على موقع إن إن دي بي (الإنجليزية)